# Carlo Ponti
Carlo Ponti (ur. 11 grudnia 1912 w Magencie, zm. 10 stycznia 2007 w Genewie) – włoski producent filmowy, mąż aktorki Sophii Loren.

## Życiorys
Studiował prawo na Uniwersytecie w Mediolanie. Od 1941 był producentem wykonawczym ponad 140 filmów, m.in. Złodzieje i policjanci, Doktor Żywago, Wczoraj, dziś, jutro, Pogarda, Szpicel, Boccaccio ’70 oraz Wojna i pokój.
W 1951 wraz z Dinem De Laurentiisem założył wytwórnię filmową „Ponti-De Laurentiis”. W 1959 zasiadł w jury konkursu głównego na 12. MFF w Cannes.
Zmarł 10 stycznia 2007 w Genewie w wyniku powikłań płucnych. Jego ciało spoczywa w rodzinnym grobie w Magencie w Lombardii.

### Życie prywatne
Miał dwie siostry, Laurę i Lucię.
W 1946 ożenił się z Gulianą Fiastri, z którą miał dwoje dzieci: córkę Guendalinę (ur. 1951) i syna Alessandra (ur. 1953). We wrześniu 1953, wciąż będąc żonatym, oświadczył się Sophii Loren. W 1957 pobrali się podczas uroczystości w Meksyku. Ich małżeństwo wywołało duże kontrowersje m.in. we włoskiej i watykańskiej prasie oraz było potępiane przez Kościół katolicki podczas uroczystości w Meksyku, sam Ponti oskarżony został o bigamię, która wówczas była nielegalna we Włoszech, a powrót do kraju groził mu aresztowaniem. W 1962 małżeństwo zostało anulowane we Włoszech, ponieważ Ponti nie dopełnił uprzednio formalności rozwodowych ze swoją pierwszą żoną. Na początku 1965 otrzymał obywatelstwo francuskie i rozwiódł się z pierwszą żoną na gruncie francuskim, a następnie w kwietniu 1966 zawarł ponowny związek małżeński z Loren, który to trwał do jego śmierci w 2007.